# 東洋大学井上円了記念博物館

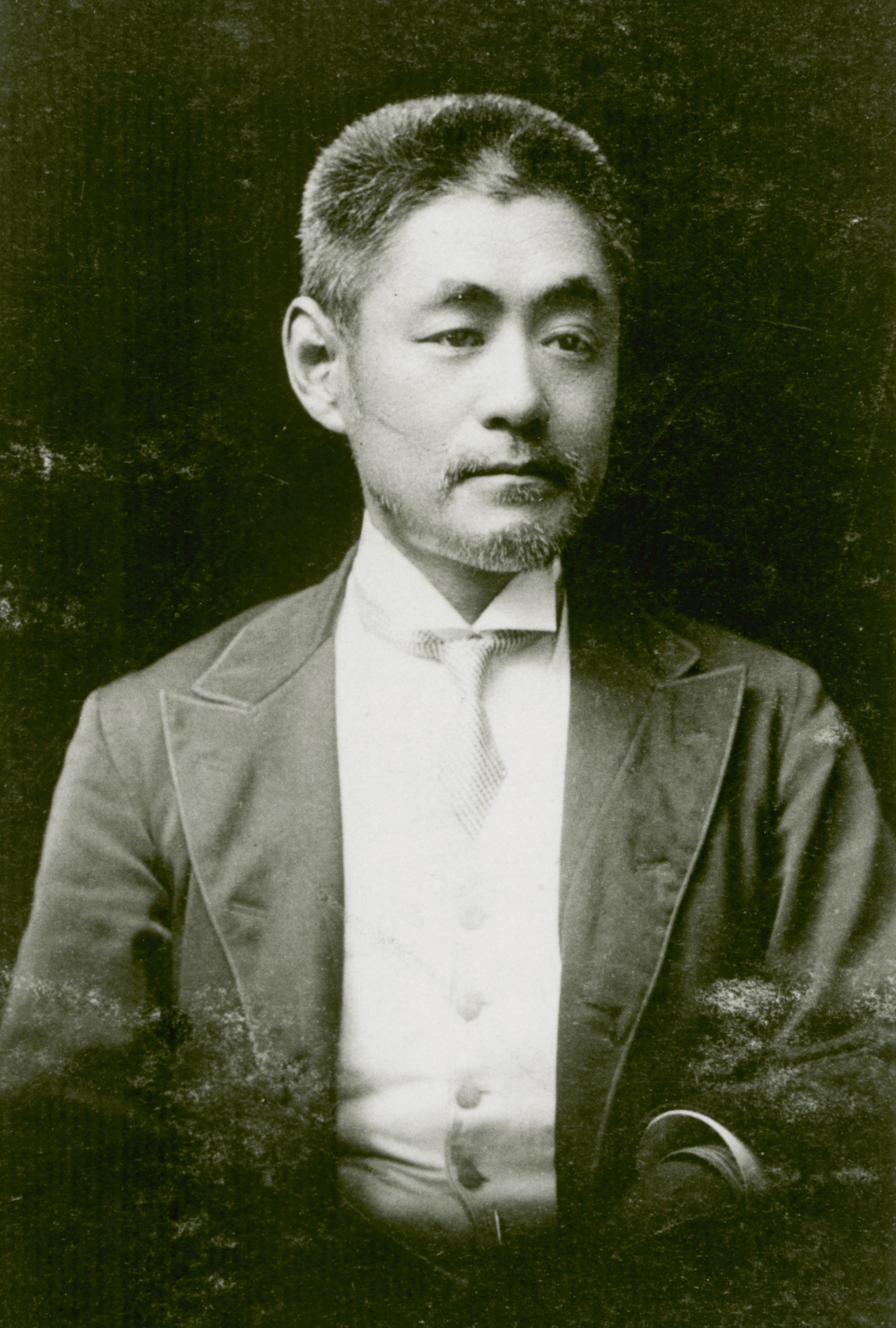
井上円了

東洋大学井上円了記念博物館（とうようだいがくいのうええんりょうきねんはくぶつかん）は、東洋大学が運営する博物館。
2005年4月、東洋大学大学白山キャンパス5号館（井上記念館）内に開館した。

## 開館時間
- 月 - 金 9時30分 - 16時45分
- 土 9時30分 - 12時45分

## 施設
- 常設展示室

## 展示

### 常設展示
井上円了および妖怪学や東洋大学に関する展示。

## 交通

### 鉄道
- 東京都交通局三田線 白山駅から徒歩5分
- 東京メトロ南北線 本駒込駅から徒歩5分

## 定休日
- 日曜日
- 祝日
- 年末年始
- 東洋大学の閉鎖している日

## 入館料
- 無料